# 麦尔丹·木盖提
麦尔丹·木盖提（1968年6月—），新疆乌鲁木齐人，维吾尔族，中华人民共和国政治人物、第十二届全国人民代表大会新疆地区代表。
毕业于澳大利亚阿德莱德大学农业经济专业。1993年6月加入中国共产党。2012年4月任阿克苏行署专员。2013年，担任全国人大代表。
2023年1月，任新疆维吾尔自治区人民政府副主席。
2024年11月7日，麦尔丹·木盖提调离工作了三十余年的新疆，调任农业农村部党组成员；同月13日，正式出任农业农村部副部长、党组成员。